# Moonlighting (film)
Moonlighting, conosciuto anche col titolo Moonlighting - Cittadini di nessuno è un film del 1982 diretto da Jerzy Skolimowski.
Presentato in concorso al 35º Festival di Cannes, ha vinto il premio per la sceneggiatura, scritta dallo stesso regista.

## Trama
Londra, dicembre 1981. Il capo elettricista Nowak e tre operai polacchi sbarcano in città da Varsavia per ristrutturare una casa. Nowak parla bene l'inglese, mentre gli operai non capiscono una parola. È un'impresa illegale, per eseguire la quale si sono portati dietro parte degli attrezzi necessari. Nowak ordina agli operai di rimanere sempre in casa, per evitare di venire scoperti, mentre lui si occupa di acquistare i materiali e gli approvvigionamenti. Ma il denaro a sua disposizione non basta e, una volta esaurito il contante, Nowak si mette a rubare per far sopravvivere il gruppo. Nel frattempo, scioperi e scontri scuotono la Polonia, fino alla dichiarazione della legge marziale, la messa al bando di Solidarność e gli arresti di massa. Nowak fa l'impossibile per nascondere gli avvenimenti ai suoi operai, in modo che finiscano il lavoro senza problemi. Finché, a impresa terminata, sono costretti a un viaggio a piedi di sei ore per raggiungere l'aeroporto e prendere il volo che li riporterà a casa.